# Rossittens fågelstation

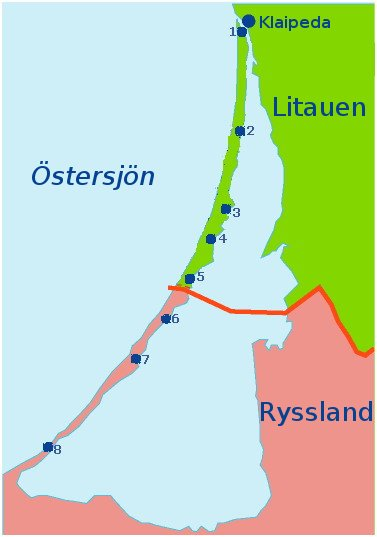
Kuriska näset, med Rossitten vid nummer 7.

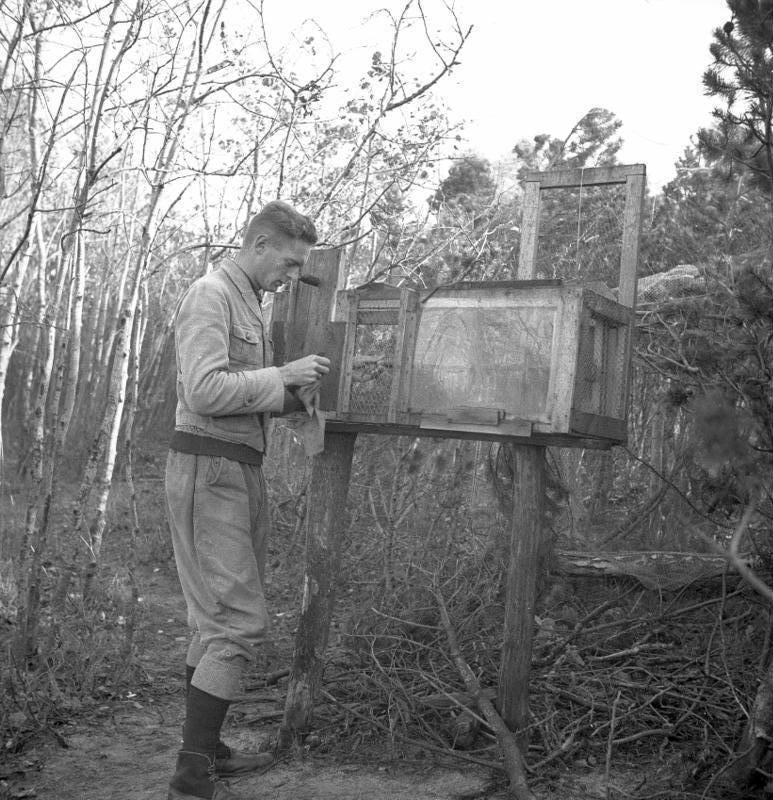
Ernst Schüz ringmärker vid Rossitten 1939.

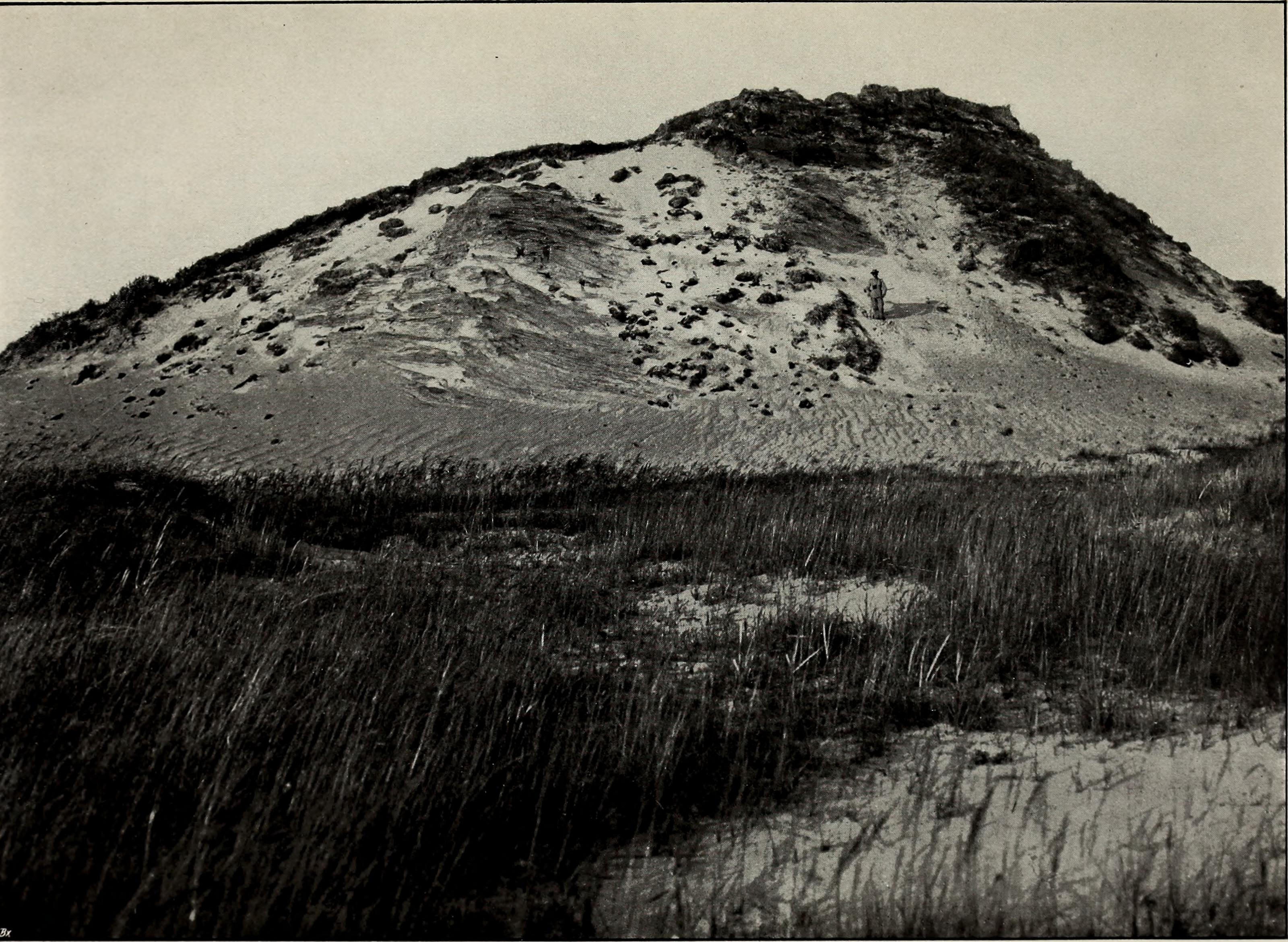
Johannes Thienemann ca 1910 på en av de höga sanddynerna vid Rossitten, dynerna kan på ställen bli över 50 meter höga.

Rossittens fågelstation (tyska: Vogelwarte Rossitten) var världens första fågelstation för kontinuerlig sträckräkning, ringmärkning och forskning av fåglar. Stationen var belägen i Östpreussen på Kuriska näset vid Östersjöns sydöstra kust. 
Den tyske ornitologen Johannes Thienemann fick under ett besök vid Kuriska näset 1896 uppleva enorma mängder av fåglar  (fler än vad som tidigare observerats i Tyskland)  på den omkring 100 kilometer långa och smala landremsan längs Kuriska sjön, då uppskattat till 2 miljoner individer om dagen. Den 1 januari 1901 grundade Johannes Thienemann stationen som var i drift fram till 1944.  År 1923 tog Kaiser Wilhelm-sällskapet över stationen och integrerade den i sitt forskningsnätverk.
Johannes Thienemann gick i pension 1929. Oskar Heinroth tog över den formella ledningen från Berlin, medan Ernst Schüz samordnade arbetet på plats. År 1936 blev Schüz också den officiella chefen för stationen. Under Schüz utvecklades ringmärkningen som en vetenskaplig metod, och han breddade också stationens arbete med fysiologisk och ekologisk forskning. Stationen var i nära kontakt med den vetenskapliga gruppen Albertina i Königsberg, som leddes av etologen Konrad Lorenz.
Efter Tysklands förlust av Östpreussen i slutet av andra världskriget togs det institutionella forskningsprogrammet vid Rossitten över av Max Planck-institutet och Rybachy biologiska station, som grundades 1956 på initiativ av den ryske ornitologen Lev Belopolsky av Rysslands Vetenskapsakademi för att studera fågelmigrering. Stationen  återstartades därmed efter ett långt uppehållet på grund av kriget, med Viktor Dolnik som chef 1967–1989.
Stationen är idag ett museum med stöd från Heinz Sielmann-stiftelsen. All verksamhet utförs av Fältstation Fringilla och Rybachy biologiska station. Hela Kuriska näset togs år 2000 upp på Unescos världsarvslista.

## Bildgalleri

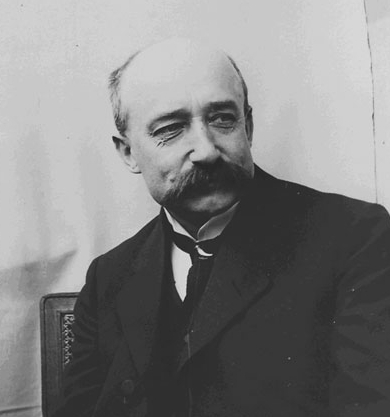
Johannes Thienemann 1912.
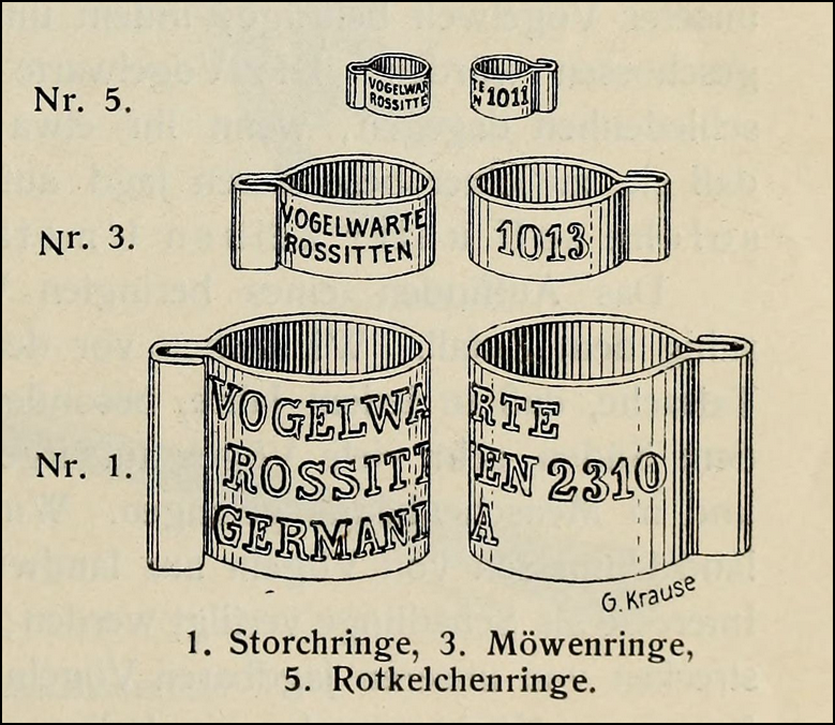
Fågelringar som användes 1910.
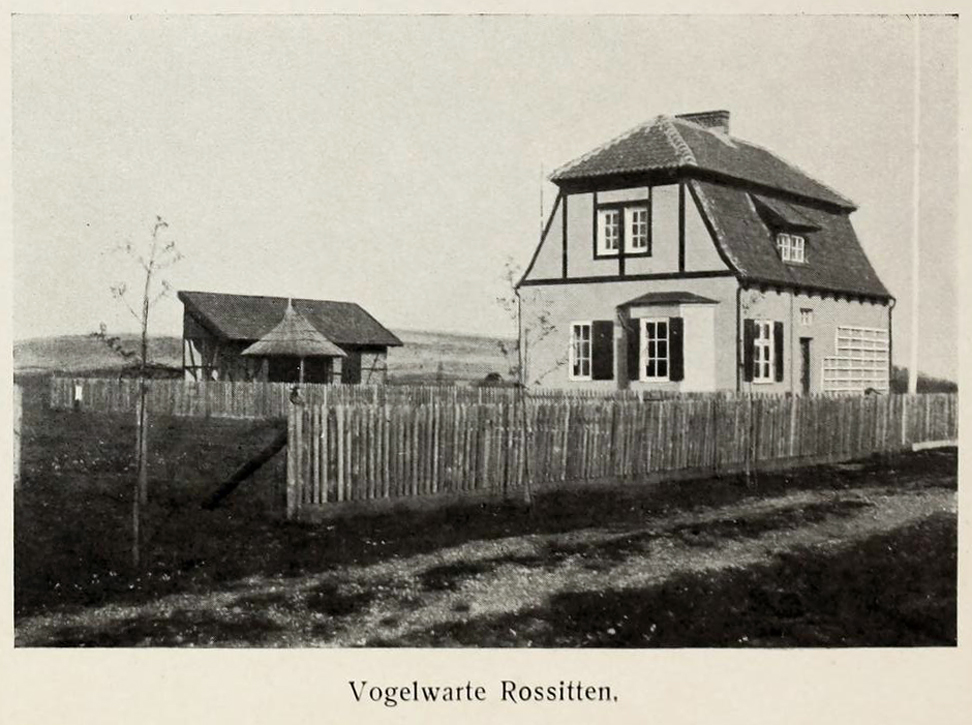
Rossittens fågelstation 1910.
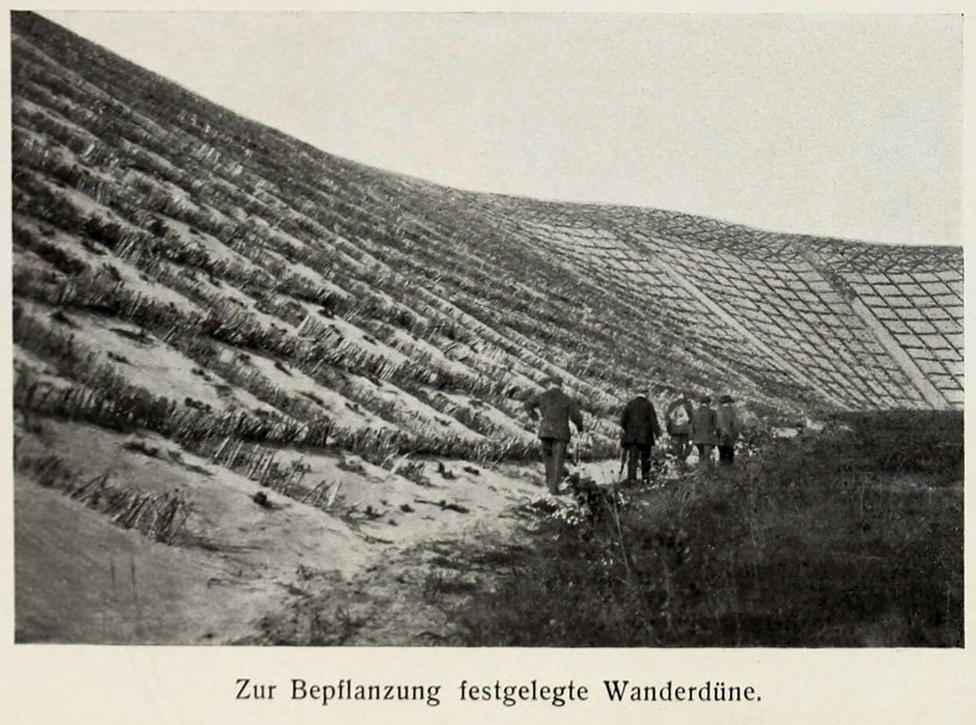
Stödplantering av sanddynerna 1910.
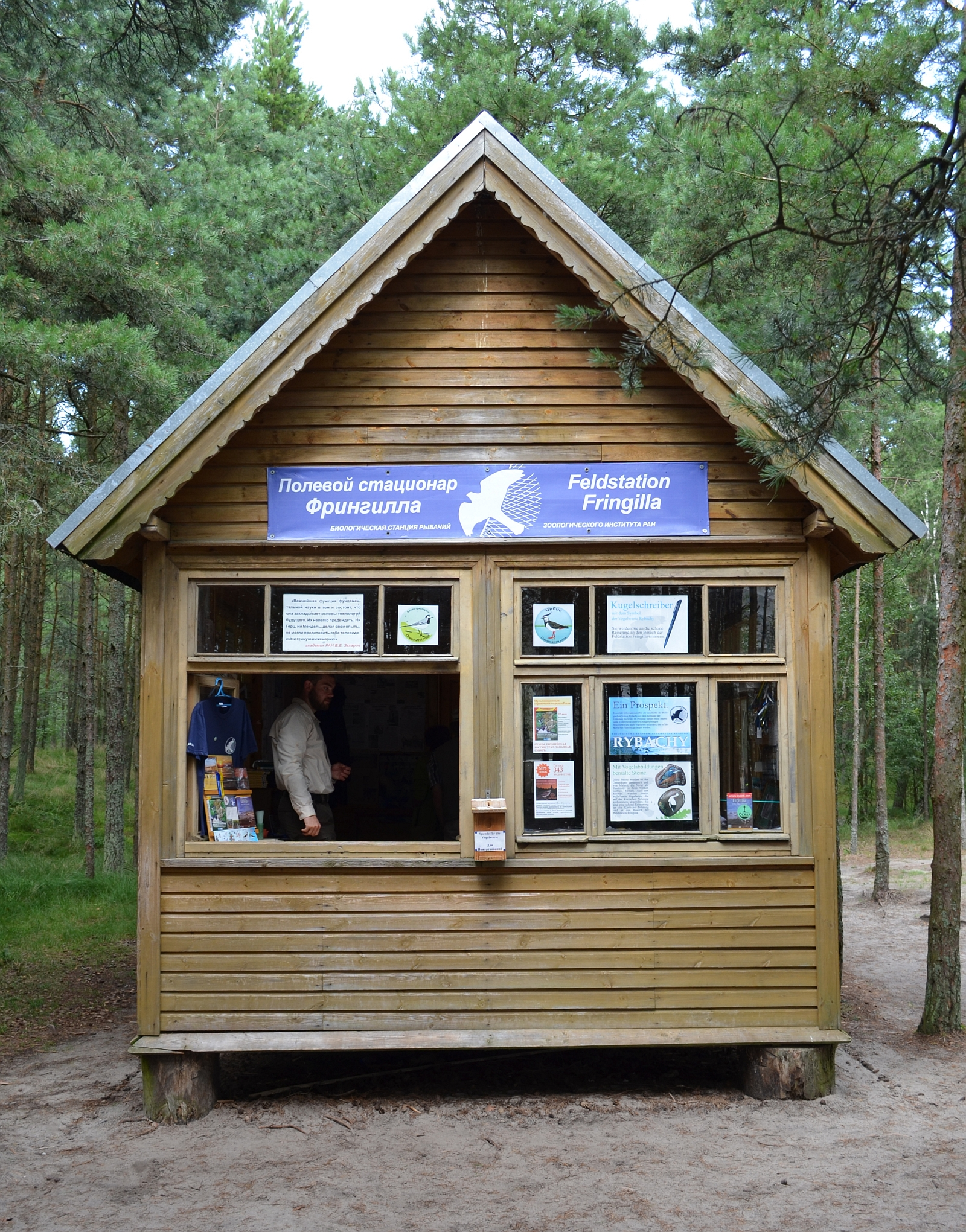
Fältstation Fringilla 2011.
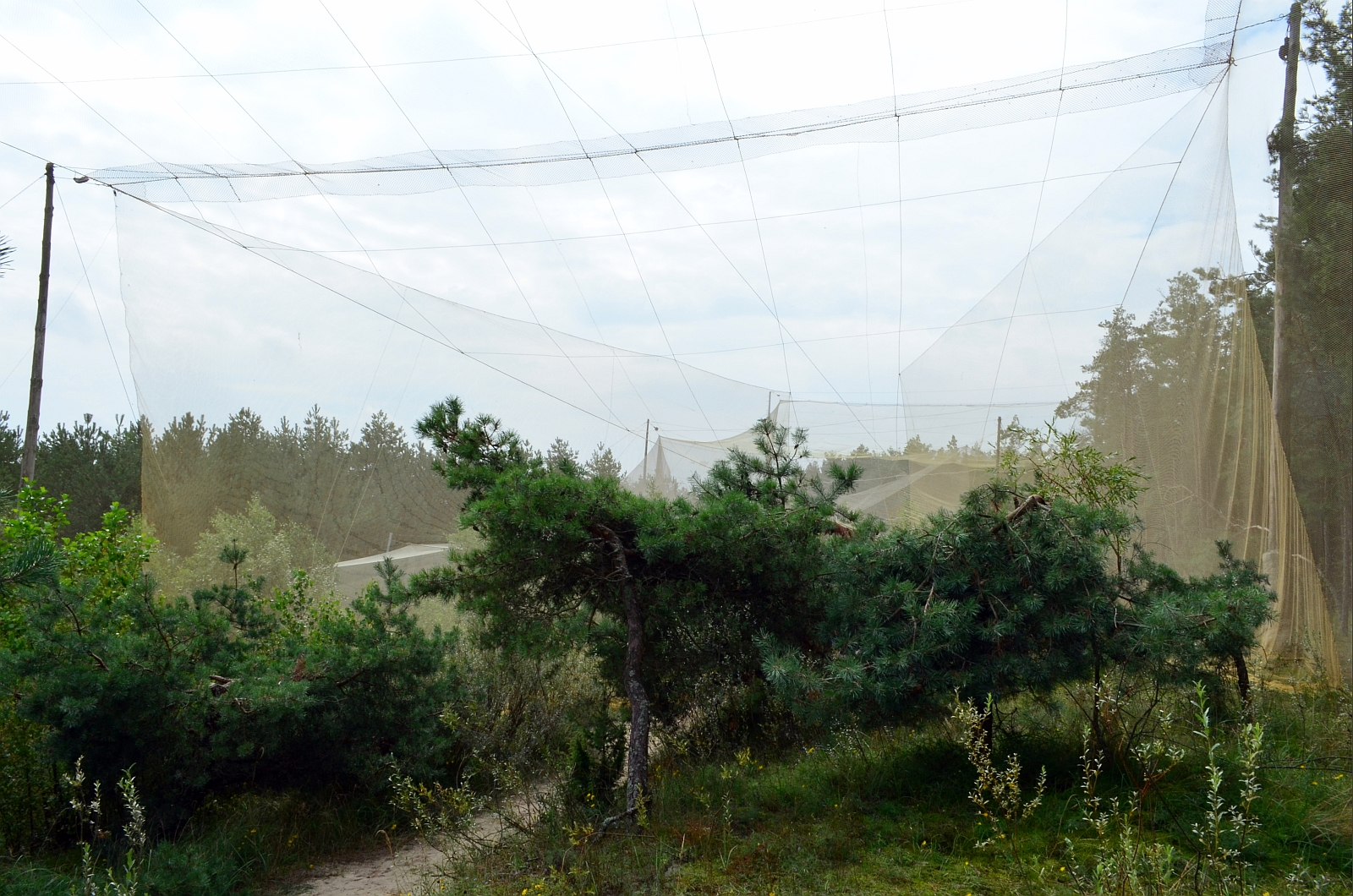
Fångstnät av typen slöjnät vid Fältstation Fringilla 2011.